# Starowice Dolne
Starowice Dolne – wieś w Polsce położona w województwie opolskim, w powiecie brzeskim, w gminie Grodków.
W latach 1975–1998 miejscowość należała administracyjnie do województwa opolskiego.
Do wojewódzkiego rejestru zabytków wpisany jest kościół fil. pw. Niepokalanego Poczęcia NMP, z 1800 r.

## Historia
W XIX wieku wieś posiadała pieczęć gminną, na której wizerunku przedstawiono koguta zwróconego w prawo, z obu stron trzy kwiaty wyrastające z murawy.

## Szlaki turystyczne
- Nowina - Rozdroże pod Mlecznikiem - Raczyce - Henryków - Skalice - Skalickie Skałki - Skrzyżowanie nad Zuzanką - Bożnowice - Ostrężna - Miłocice - Gromnik - Jegłowa - Żeleźnik - Wawrzyszów - Grodków - Żarów - Starowice Dolne - Strzegów - Rogów - Samborowice - Szklary - Wilemowice leśniczówka - Biskupi Las - Dębowiec - Ziębice[7]